# Atletisme als Jocs Olímpics d'Estiu de 2024 - 3000m obstacles femení
La prova de 3000m obstacles femenina d'Atletisme als Jocs Olímpics de París 2024 va ser la 5a edició de l'esdeveniment en unes Olimpíades. La prova es va disputar entre el 6 i el 8 d'agost del 2024 a l'Stade de France de París.
La bahrainiana Winfred Yavi va guanyar la medalla d'or després d'imposar-se a la final amb una marca de 8:52.75 minuts, que suposà un nou rècord olímpic. La medalla de plata fou per la ugandesa Peruth Chemutai qui va fer un temps de 8:53.34 minuts el què va suposar un rècord nacional del país africà, mentre que la medalla de bronze se la va endur la kenyana Faith Cherotich, qui va aconseguir una marca personal aturant el cronòmetre en 8:55.15 minuts.
L'equip de Bahrain és la selecció més guardonada, amb 2 medalles d'or, en les 5 edicions que l'esdeveniment ha estat present als Jocs Olímpics. La ugandesa Peruth Chemutai, amb 1 medalla d'or i 1 medalla de plata, és l'atleta més guardonada en tota la història de la competició.

## Format
Els 3.000 metres obstacles són una prova que consisteix en fer 7 voltes i mitja al voltant de la pista olímpica superant obstacles. La competició va començar amb la fase de Heats (on hi va haver 3 curses diferents). Les 3 primeres atletes es van classificar directament per la final, juntament amb els 6 millors temps globals de totes les curses. La final la van disputar 15 corredores i les 3 atletes que van quedar al capdavant a la final, van obtenir les medalles.

## Classificació
Hi havia dues maneres de classificar-se per la prova olímpica. La forma principal fou superant la marca estàndard de classificació (que per aquesta edició eren 9:23.00 minuts), en qualsevol prova organitzada o supervisada per la Federació Internacional d'Atletisme, entre l'1 de juliol de 2023 i el 30 de juny de 2024. A continuació es van classificar 8 atletes segons el rànquing atlètic i finalment hi va haver 2 places reallotjades, d'atletes ja classificades que van declinar o no van poder participar a la prova.
| Mètode de classificació    | Places | País         | Atleta classificada     |
| -------------------------- | ------ | ------------ | ----------------------- |
| Marca estàndard - 9:23.00' | 3      | Alemanya     | Olivia Gürth            |
| Marca estàndard - 9:23.00' | 3      | Alemanya     | Gesa Krause             |
| Marca estàndard - 9:23.00' | 3      | Alemanya     | Lea Meyer               |
| Marca estàndard - 9:23.00' | 3      | Kenya        | Beatrice Chepkoech      |
| Marca estàndard - 9:23.00' | 3      | Kenya        | Jackline Chepkoech      |
| Marca estàndard - 9:23.00' | 3      | Kenya        | Faith Cherotich         |
| Marca estàndard - 9:23.00' | 3      | Estats Units | Valerie Constien        |
| Marca estàndard - 9:23.00' | 3      | Estats Units | Marisa Howard           |
| Marca estàndard - 9:23.00' | 3      | Estats Units | Courtney Wayment        |
| Marca estàndard - 9:23.00' | 2      | Espanya      | Irene Sánchez-Escribano |
| Marca estàndard - 9:23.00' | 2      | Espanya      | Carolina Robles         |
| Marca estàndard - 9:23.00' | 2      | Etiòpia      | Sembo Almayew           |
| Marca estàndard - 9:23.00' | 2      | Etiòpia      | Lomi Muleta             |
| Marca estàndard - 9:23.00' | 2      | França       | Alice Finot             |
| Marca estàndard - 9:23.00' | 2      | França       | Flavie Renouard         |
| Marca estàndard - 9:23.00' | 2      | Regne Unit   | Aimee Pratt             |
| Marca estàndard - 9:23.00' | 2      | Regne Unit   | Elizabeth Bird          |
| Marca estàndard - 9:23.00' | 1      | Albània      | Luiza Gega              |
| Marca estàndard - 9:23.00' | 1      | Bahrain      | Winfred Yavi            |
| Marca estàndard - 9:23.00' | 1      | Canadà       | Ceili McCabe            |
| Marca estàndard - 9:23.00' | 1      | Índia        | Parul Chaudhary         |
| Marca estàndard - 9:23.00' | 1      | Kazakhstan   | Norah Jeruto            |
| Marca estàndard - 9:23.00' | 1      | Polònia      | Alicja Konieczek        |
| Marca estàndard - 9:23.00' | 1      | Romania      | Stella Rutto            |
| Marca estàndard - 9:23.00' | 1      | Tunísia      | Marwa Bouzayani         |
| Marca estàndard - 9:23.00' | 1      | Uganda       | Peruth Chemutai         |
| Rànquing atlètic           | 2      | Austràlia    | Amy Cashin              |
| Rànquing atlètic           | 2      | Austràlia    | Cara Feain-Ryan         |
| Rànquing atlètic           | 1      | Argentina    | Belén Casetta           |
| Rànquing atlètic           | 1      | Brasil       | Tatiane Raquel da Silva |
| Rànquing atlètic           | 1      | Canadà       | Regan Yee               |
| Rànquing atlètic           | 1      | Kazakhstan   | Daisy Jepkemei          |
| Rànquing atlètic           | 1      | Polònia      | Aneta Konieczek         |
| Rànquing atlètic           | 1      | Xina         | Xu Shuangshuang         |
| Places reallotjades        | 1      | Finlàndia    | Ilona Mononen           |
| Places reallotjades        | 1      | Polònia      | Kinga Królik            |

## Rècords
Abans de la prova, els rècords eren els següents:
| Rècord             | Atleta                  | Temps   | Lloc    | Data                   |
| ------------------ | ----------------------- | ------- | ------- | ---------------------- |
| Rècord del Món     | Beatrice Chepkoech      | 8:44.32 | Mònaco  | 20 de juliol de 2018   |
| Rècord Olímpic     | Gulnara Galkina         | 8:58.81 | Pequín  | 17 d'agost de 2018     |
| Rècord Àfrica      | Beatrice Chepkoech      | 8:44.32 | Mònaco  | 20 de juliol de 2018   |
| Rècord Àsia        | Winfred Yavi            | 8:50.66 | Eugene  | 16 de setembre de 2023 |
| Rècord Europa      | Gulnara Galkina         | 8:58.81 | Pequín  | 17 d'agost de 2018     |
| Rècord NACAC       | Courtney Frerichs       | 8:57.77 | Eugene  | 21 d'agost de 2021     |
| Rècord Oceania     | Genevieve Lacaze        | 9:14.28 | París   | 27 d'agost de 2016     |
| Rècord Sud-amèrica | Tatiane Raquel da Silva | 9:24.38 | Watford | 11 de juny de 2022     |

## Competició

### 1a ronda
La ronda preliminar es va disputar el 4 d'agost del 2024 a partir de les 10:05h. Es van classificar per la final, les 5 primeres de cada sèrie.

#### Sèrie 1
| Posició | Atleta           | País         | Temps        |
| ------- | ---------------- | ------------ | ------------ |
| 1       | Peruth Chemutai  | Uganda       | 9:10.51 Q    |
| 2       | Faith Cherotich  | Kenya        | 9:10.57 Q    |
| 3       | Gesa Krause      | Alemanya     | 9:10.68 Q    |
| 4       | Courtney Wayment | Estats Units | 9:10.72 Q    |
| 5       | Lomi Muleta      | Etiòpia      | 9:10.73 Q PB |
| 6       | Marwa Bouzayani  | Tunísia      | 9:10.91 PB   |
| 7       | Carolina Robles  | Espanya      | 9:22.48      |
| 8       | Parul Chaudhary  | Índia        | 9:23.39      |
| 9       | Aneta Konieczek  | Polònia      | 9:24.43 PB   |
| 10      | Daisy Jepkemei   | Kazakhstan   | 9:24.69      |
| 11      | Aimee Pratt      | Regne Unit   | 9:27.26      |
| 12      | Regan Yee        | Canadà       | 9:27.81      |

#### Sèrie 2
| Posició | Atleta             | País         | Temps      |
| ------- | ------------------ | ------------ | ---------- |
| 1       | Winfred Yavi       | Bahrain      | 9:15.11 Q  |
| 2       | Sembo Almayew      | Etiòpia      | 9:15.42 Q  |
| 3       | Valerie Constien   | Estats Units | 9:16.33 Q  |
| 4       | Elizabeth Bird     | Regne Unit   | 9:16.46 Q  |
| 5       | Norah Jeruto       | Kazakhstan   | 9:16.46 Q  |
| 6       | Olivia Gürth       | Alemanya     | 9:16.47 PB |
| 7       | Ceili McCabe       | Canadà       | 9:20.71    |
| 8       | Kinga Królik       | Polònia      | 9:26.61 PB |
| 9       | Luiza Gega         | Albània      | 9:27.41    |
| 10      | Flavie Renouard    | França       | 9:27.70    |
| 11      | Cara Feain-Ryan    | Austràlia    | 9:28.72    |
| 12      | Jackline Chepkoech | Kenya        | 9:35.56    |

#### Sèrie 3
| Posició | Atleta                  | País         | Temps        |
| ------- | ----------------------- | ------------ | ------------ |
| 1       | Beatrice Chepkoech      | Kenya        | 9:13.56 Q    |
| 2       | Alice Finot             | França       | 9:14.78 Q    |
| 3       | Lea Meyer               | Alemanya     | 9:14.85 Q    |
| 4       | Alicja Konieczek        | Polònia      | 9:16.51 Q NR |
| 5       | Irene Sánchez-Escribano | Espanya      | 9:17.39 Q    |
| 6       | Ilona Mononen           | Finlàndia    | 9:22.77 NR   |
| 7       | Marisa Howard           | Estats Units | 9:24.78      |
| 8       | Stella Rutto            | Romania      | 9:31.23      |
| 9       | Amy Cashin              | Austràlia    | 9:32.93      |
| 10      | Tatiane Raquel da Silva | Brasil       | 9:33.96      |
| 11      | Belén Casetta           | Argentina    | 9:34.78      |
| 12      | Xu Shuangshuang         | Xina         | 9:43.50      |

### Final
La final es va disputar el 6 d'agost del 2024 a les 21:14h.
| Posició | Atleta                  | País         | Temps      |
| ------- | ----------------------- | ------------ | ---------- |
| 1       | Winfred Yavi            | Bahrain      | 8:52.76 OR |
| 2       | Peruth Chemutai         | Uganda       | 8:53.34 NR |
| 3       | Faith Cherotich         | Kenya        | 8:55.15 PB |
| 4       | Alice Finot             | França       | 8:58.67 AR |
| 5       | Sembo Almayew           | Etiòpia      | 9:00.83    |
| 6       | Beatrice Chepkoech      | Kenya        | 9:04.24    |
| 7       | Elizabeth Bird          | Regne Unit   | 9:04.35 NR |
| 8       | Lomi Muleta             | Etiòpia      | 9:06.07 PB |
| 9       | Norah Jeruto            | Kazakhstan   | 9:08.97    |
| 10      | Lea Meyer               | Alemanya     | 9:09.59 PB |
| 11      | Irene Sánchez-Escribano | Espanya      | 9:10.43 PB |
| 12      | Courtney Wayment        | Estats Units | 9:13.60    |
| 13      | Alicja Konieczek        | Polònia      | 9:21.31    |
| 14      | Gesa Krause             | Alemanya     | 9:26.96    |
| 15      | Valerie Constien        | Estats Units | 9:34.08    |

## Medaller històric
| Posició | País         | Or | Argent | Bronze | Total |
| ------- | ------------ | -- | ------ | ------ | ----- |
| 1       | Bahrain      | 2  | 0      | 0      | 2     |
| 2       | Uganda       | 1  | 1      | 0      | 2     |
| 3       | Rússia       | 1  | 0      | 1      | 2     |
| 4       | Tunísia      | 1  | 0      | 0      | 1     |
| 5       | Kenya        | 0  | 2      | 3      | 5     |
| 6       | Estats Units | 0  | 1      | 1      | 2     |
| 7       | Etiòpia      | 0  | 1      | 0      | 1     |